# Eublemma bipars
Eublemma bipars là một loài bướm đêm trong họ Erebidae.